# プレポリマー
プレポリマー (prepolymer) は、モノマーの重合または縮合反応を適当な所で止めた中間生成物。ポリマーとなる前段階にあり、硬化剤などを使用することにより容易に重合や架橋反応を起こす事ができ、その性質を利用して接着剤の成分などに利用される。主な種類には、ウレタン樹脂系プレポリマー、シリコン樹脂系プレポリマーがある。